# Seongbok-dong
Seongbok-dong (koreanska: 성복동)  är en stadsdel i staden Yongin i provinsen Gyeonggi, i den nordvästra delen av Sydkorea, 29 km söder om huvudstaden Seoul. Den ligger i stadsdistriktet Suji-gu.